# Pseudophoxinus
Pseudophoxinus – rodzaj ryb z rodziny karpiowatych (Cyprinidae).

## Występowanie
Wody słodkie i słonawe w zachodniej części Azji, głównie Anatolii.

## Klasyfikacja
Gatunki zaliczane do tego rodzaju:
- Pseudophoxinus alii
- Pseudophoxinus anatolicus
- Pseudophoxinus antalyae
- Pseudophoxinus atropatenus – płoć azerbejdżańska[3]
- Pseudophoxinus battalgilae
- Pseudophoxinus caralis
- Pseudophoxinus crassus
- Pseudophoxinus drusensis
- Pseudophoxinus egridiri
- Pseudophoxinus elizavetae
- Pseudophoxinus evliyae
- Pseudophoxinus fahrettini
- Pseudophoxinus firati
- Pseudophoxinus handlirschi
- Pseudophoxinus hasani
- Pseudophoxinus hittitorum
- Pseudophoxinus kervillei
- Pseudophoxinus libani
- Pseudophoxinus maeandri
- Pseudophoxinus maeandricus
- Pseudophoxinus ninae
- Pseudophoxinus punicus
- Pseudophoxinus sojuchbulagi
- Pseudophoxinus syriacus
- Pseudophoxinus zekayi
- Pseudophoxinus zeregi – strzebla bliskowschodnia[4]

Gatunkiem typowym rodzaju jest Phoxinellus zeregi (Pseudophoxinus zeregi).